# Lobophytum catalai
Lobophytum catalai är en korallart som beskrevs av Tixier-Durivault 1957. Lobophytum catalai ingår i släktet Lobophytum och familjen läderkoraller. Inga underarter finns listade i Catalogue of Life.